# Bodensee, Göttingen
Bodensee là một đô thị thuộc the huyện Göttingen, trong bang Niedersachsen, Đức. Đô thị này có diện tích 7,47 km². Đô thị này thuộc Eichsfeld.